# Teoh Yi Peng
Teoh Yi Peng (4 mei 1988) is een Singaporees wielrenner.

## Carrière
In 2017 werd Teoh, drie seconden achter Goh Choon Huat, tweede in het nationale kampioenschap op de weg. In september van dat jaar nam hij deel aan de tijdrit op het wereldkampioenschap in Bergen, waar hij op de laatste plaats eindigde.